# GfK Entertainment musikhitlister
GfK Entertainment musikhitlister er de officielle musikhitlister i Tyskland og samles og udgiver af GfK Entertainment (tidligere Media Control og Media Control), på vegne af Bundesverband Musikindustrie. GfK Entertainment er bagmændene bag de ugentlige Top 100 single- og albumhitlister, såvel som andre hitlisteformater som kompilationer, jazz, klassisk musik, schlager, hip hop, dance, comedy og musikvideoer. Efter et søgsmål i marts 2014 fra Media Control AG, skulle Media Control® GfK International skifte deres navn. Top-100 singler er den tyske pendant til Track Top-40.
Officielle hitlister i Tyskland bliver præsenteret af forskellige firmaer, der udgiver listerne på ugentlig basis, online eller i tv. Eksempelvis kan nævnes VIVA, der blev grundlagt i 1993, eller MusicLoad og MIX , der begge lægger næsten alle hitlisterne online hver uge. Alle hitlister præsenteres af en hjemmeside kaldet Charts.de, der er ejet af Media Control GfK International.

## Kategorier
Dette er en liste over de kategorier, for hver der er en liste lavet af GfK Entertainment.
- Top 100 Singler
- Top 100 Albummer
- Top 100 Daglig (singler og albummer)
- Top 100 Midtuge (singler og albummer)
- Top 100 Download (singler og albummer)
- Top 100 Streaming
- Top 30 Kompilation
- Top 20 Jazz
- Top 20 Klassisk
- Top 20 Schlager
- Top 20 Hip Hop
- Top 20 Dance
- Top 20 Musikvideo
- Top 10 Comedy